# Sarah Westphal
Sarah Westphal (Wermelskirchen (Duitsland), 1981) is een kunstenaar werkzaam in België en Duitsland.

## Loopbaan en werk
In 2007 behaalde  Westphal het diploma 3D & Multimedia aan de Koninklijke Academie voor Schone Kunsten (KASK) te Gent en een jaar later het diploma fotografie. Sinds 2009 is ze laureaat van het Hoger Instituut voor Schone Kunsten (HISK).
Tussen 2015 en 2017 werkte ze als onderzoeker aan "The Black Cat Territory. Fictions and Frictions of Inhabited Space" aan LUCA School of Arts, een internationaal en interdisciplinair onderzoeksproject dat focust op de culturele, artistieke en materiële betekenis van het concept "interieur" als bewoonde ruimte.
In haar werk spitst Westphal zich toe op de analyse van plaatsen en interieurs, waarbij ze focust op hun betekenislagen en op hoe ze een impact hebben op de menselijke beleving.  Vervolgens probeert ze de gelaagde identiteit van die plek weer te geven m.b.v. (fotografische) installaties, sculpturaal werk of interventies op de plaatsen zelf. Ze realiseerde tentoonstellingen in Duitsland en België maar ook buiten Europa in bijvoorbeeld Japan en New Mexico.